# Українська Партія Праці
Українська Партія Праці (УПП) — заснована в травні 1927 у Львові з членів Українського Національно-Демократичного Об'єднання, була ідеологічним продовженням так званої «незалежної групи» Української Трудової Партії.
УПП стояла за всебічну підтримку закордонного уряду ЗУНР Євгена Петрушевича. Політичний напрям — радянофільський.
Голова В. Будзиновський, заступник голови Михайло Західний (посол до польського сейму з виборів 1928), секретар Микола Топольницький.
Пресові органи — «Рада» і «Праця».
УПП існувала до 1930.